# 국도 제178호선 (일본)
일본 178번 국도(일본어: 国道178号→국도 178호)는 일본 교토부 마이즈루시와 돗토리현 이와미군 이와미정을 잇는 총 연장 201.4 km의 일반 국도 노선이다.

## 주요 경유지
- 교토부
  - 마이즈루시
  - 미야즈시
  - 교탄고시

- 효고현
  - 도요오카시
  - 미카타군
    - 가미 정
    - 신온센정

- 돗토리현
  - 이와미군
    - 이와미정